# Stephan Keller

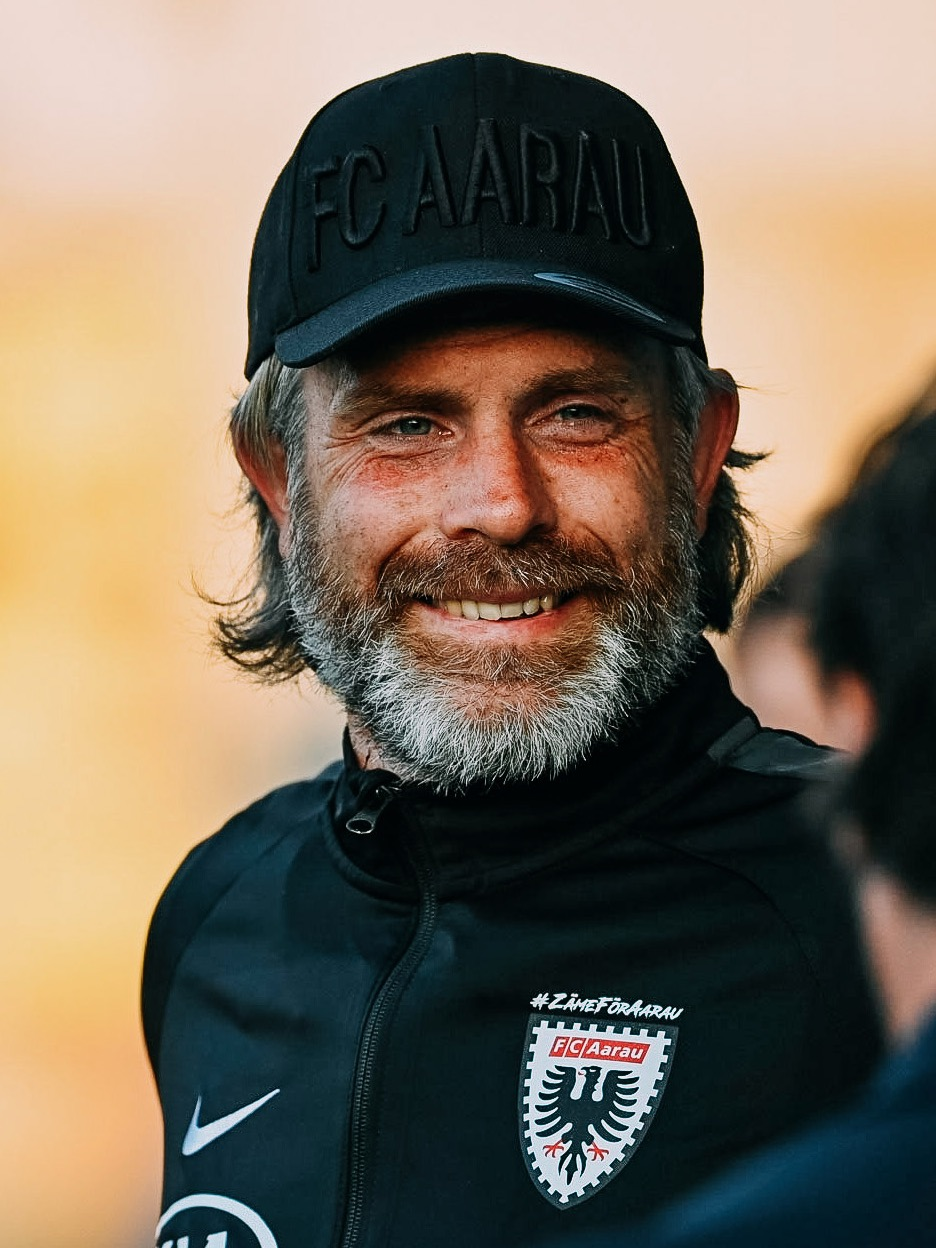
Stephan Keller, 2020

Stephan Keller (Zurique, 31 de maio de 1979) é um futebolista suíço que joga como zagueiro e atualmente está no Sydney FC. Tem um bom porte fisico medindo 1,90cm e pesando 88kg.

## Carreira
Começou a carreira no Grasshopper em 1998. Teve rápidas passagens em outros times da Suíça como Xamaz FC (99-01) e FC Zurique (01-02). Passou também por times da Holanda de pouca expressão e no ano de 2009 se transferiu para o Sydney FC.
Recentemente ficou famoso por um evento inusitado em um jogo em que ele foi flagrado enfiando o dedo no nariz e comendo sua secreção nasal.